# Nana Mizuki Live Circus×Circus+×Winter Festa
Albums de Nana Mizuki
Nana Clips 6
(2013) Nana Mizuki Live Flight×Flight+
(2015)
Nana Mizuki Live Circus×Circus+×Winter Festa est la 19e vidéo musicale de la chanteuse et seiyū japonaise Nana Mizuki.

## Présentation
La vidéo  sort au format DVD et Blu-ray le 28 mai 2014 sous le label King Records. Il contient 4Blu-ray ou 7DVDs : le concert NANA MIZUKI LIVE CIRCUS 2013 au Seibu Dome qui a eu lieu le 4 août 2013, le NANA MIZUKI LIVE CIRCUS 2013+ au Legacy Taipei qui a eu lieu le 24 novembre 2013, et le NANA WINTER FESTA 2014 au Ariake Colosseum qui a eu lieu le 19 janvier 2014. Il arrive 5e au classement de l'Oricon et reste classé 4 semaines.

## Liste des titres
NANA MIZUKI LIVE CIRCUS 2013
| No  | Titre                                                              | Durée |
| --- | ------------------------------------------------------------------ | ----- |
| 1.  | Opening (OPENING)                                                  |       |
| 2.  | Gimmick Game                                                       |       |
| 3.  | Lovely Fruit                                                       |       |
| 4.  | Miracle☆Flight (ミラクル☆フライト)                                 |       |
| 5.  | MC 1                                                               |       |
| 6.  | Dear Dream                                                         |       |
| 7.  | Fearless Hero (FEARLESS HERO)                                      |       |
| 8.  | Cherry Boys Showcase (「音楽戦隊チェリボセブンGのテーマ」)         |       |
| 9.  | Get my drift?                                                      |       |
| 10. | Unbreakable                                                        |       |
| 11. | MC2                                                                |       |
| 12. | Suichuu no Aozora (水中の青空)                                     |       |
| 13. | Star Road                                                          |       |
| 14. | G-Rockets Showcase                                                 |       |
| 15. | Team Yo-Da Showcase「Way to dream」                                |       |
| 16. | Power Gate                                                         |       |
| 17. | Happy☆Go-Round!                                                    |       |
| 18. | MC3                                                                |       |
| 19. | Keep your hands in the air                                         |       |
| 20. | Late Summer Tale                                                   |       |
| 21. | Crescent Child                                                     |       |
| 22. | Short Movie 「Dark Trick」                                         |       |
| 23. | Naked Soldier                                                      |       |
| 24. | Synchrogazer                                                       |       |
| 25. | MC4                                                                |       |
| 26. | Linkage                                                            |       |
| 27. | Eternal Blaze                                                      |       |
| 28. | Vitalization                                                       |       |
| 29. | MC5                                                                |       |
| 30. | Ai no Hoshi (愛の星)                                               |       |
| 31. | Astrogation [ENCORE]                                               |       |
| 32. | MC6                                                                |       |
| 33. | Super Generation                                                   |       |
| 34. | Love Brick                                                         |       |
| 35. | Lineup                                                             |       |
| 36. | Preserved Roses （with T.M.Revolution）                            |       |
| 37. | MC7                                                                |       |
| 38. | End Roll                                                           |       |
| 39. | Sans titre (「不死鳥のフランメ」with 日笠陽子 【Special Feature】) |       |
| 40. | 7gatsu7ka (「７月７日」with 上松美香 【Special Feature】)          |       |
| 41. | Making of Live Circus                                              |       |
| 42. | Sans titre (SHORT MOVIE「音楽戦隊チェリボセブンGのテーマ」)        |       |
| 43. | Sans titre (LIVE CIRCUS オーディオコメンタリー)                    |       |

NANA MIZUKI LIVE CIRCUS 2013+
| No  | Titre                                                      | Durée |
| --- | ---------------------------------------------------------- | ----- |
| 1.  | Opening (OPENING)                                          |       |
| 2.  | Gimmick Game                                               |       |
| 3.  | Lovely Fruit                                               |       |
| 4.  | Pop Master                                                 |       |
| 5.  | MC 1                                                       |       |
| 6.  | Cosmic Love                                                |       |
| 7.  | Love Brick                                                 |       |
| 8.  | Cherry Boys Showcase (「音楽戦隊チェリボセブンGのテーマ」) |       |
| 9.  | Get my drift?                                              |       |
| 10. | Junketsu Paradox (純潔パラドックス)                        |       |
| 11. | Bright Stream                                              |       |
| 12. | MC2                                                        |       |
| 13. | Happy☆Go-Round!                                            |       |
| 14. | Discotheque                                                |       |
| 15. | Power Gate                                                 |       |
| 16. | Band Battle                                                |       |
| 17. | Naked Soldier                                              |       |
| 18. | Kakumei Dualism (革命デュアリズム)                         |       |
| 19. | MC3                                                        |       |
| 20. | Vitalization                                               |       |
| 21. | Preserved Roses                                            |       |
| 22. | Eternal Blaze                                              |       |
| 23. | MC4                                                        |       |
| 24. | Ai no Hoshi (愛の星)                                       |       |
| 25. | Scarlet Knight                                             |       |
| 26. | MC5                                                        |       |
| 27. | Super Generation                                           |       |
| 28. | MC6                                                        |       |
| 29. | Shin'ai (深愛)                                             |       |
| 30. | Lineup                                                     |       |
| 31. | MC7 [ENCORE]                                               |       |
| 32. | Innocent Starter （Acoustic ver.）                         |       |
| 33. | MC8                                                        |       |
| 34. | End Roll                                                   |       |
| 35. | Making of Live Circus + 【Special Feature】                |       |
| 36. | Sans titre (LIVE CIRCUS＋ オーディオコメンタリー)          |       |

NANA WINTER FESTA 2014
| No  | Titre                                                                  | Durée |
| --- | ---------------------------------------------------------------------- | ----- |
| 1.  | Opening (OPENING)                                                      |       |
| 2.  | Dramatic Love (ドラマティックラブ)                                     |       |
| 3.  | Anone ~Mamimume☆Mogacho~ (アノネ～まみむめ☆もがちょ～)                 |       |
| 4.  | Opening Talk                                                           |       |
| 5.  | 2007 Nen Nana Fes Digest (2007年NANA FES ダイジェスト)                 |       |
| 6.  | Power Gate                                                             |       |
| 7.  | 77 I-61 I (77位～61位)                                                 |       |
| 8.  | Oretachi no Journey (俺たちのJOURNEY)                                  |       |
| 9.  | Tears' Night                                                           |       |
| 10. | Bright Stream                                                          |       |
| 11. | 60 I-51 I (60位～51位)                                                 |       |
| 12. | Koi No Rock `n` Roll Story (恋のロックンロールストーリー)              |       |
| 13. | Innocent Starter                                                       |       |
| 14. | Ai no Hoshi (愛の星)                                                   |       |
| 15. | Pray                                                                   |       |
| 16. | 50 I-41 I (50位～41位)                                                 |       |
| 17. | Ongaku Sentai Cherry Blossom no Tema (音楽戦隊チェリボセブンのテーマ)  |       |
| 18. | Kakumei Dualism (革命デュアリズム)                                     |       |
| 19. | 40 I-31 I (40位～31位)                                                 |       |
| 20. | Dear my Princess                                                       |       |
| 21. | Crystal Letter                                                         |       |
| 22. | 30 I-21 I (30位～21位)                                                 |       |
| 23. | Ai no cheribo Knight (愛のチェリボKnight)                              |       |
| 24. | Eternal Blaze                                                          |       |
| 25. | 20 I-11 I (20位～11位)                                                 |       |
| 26. | Ongaku sentai cheribosebun G no tēma (音楽戦隊チェリボセブンGのテーマ) |       |
| 27. | Shin'ai (深愛)                                                         |       |
| 28. | Lineup                                                                 |       |
| 29. | Ladyspiker                                                             |       |
| 30. | Ending Talk                                                            |       |
| 31. | End Roll                                                               |       |